# Globe (專輯)
《globe》是日本樂團globe在1996年所發行的出道專輯。

## 簡介
- 此張專輯收錄了出道曲「Feel Like dance」到第五張單曲「FREEDOM」。
- 發售後初週及第二週銷量皆破100萬，發行第二週突破200萬，第五週300萬，為當時的最快紀錄。此外此專輯發售次週單週銷量為105萬張，為目前日本所有唱片第二週銷量的最高紀錄。
- 發售後1年，1997年4月26日所屬唱片公司宣佈銷售量正式超過400萬，在Oricon上停留64週。
- 銷售量超過400萬，是當時日本流行樂第一張銷售超過400萬的專輯（單曲為子門真人於1975年發行的單曲《游吧！鯛魚燒君》）
- 超越Mr.Children於1994年發行的專輯《Atomic Heart》（343萬）的記錄，成為當時日本銷售量最高的專輯。之後則被GLAY於1997年發行的精選集《REVIEW-BEST OF GLAY》（487萬）給超越，現為日本專輯史上銷售量第七。

## 收錄曲目
全作曲、編曲: 小室哲哉
1. GIVE YOU
2. Feel Like dance
3. GONNA BE ALRIGHT
4. DEPARTURES
5. Regret of the Day
6. Joy to the love
7. SWEET PAIN
8. Always Together
9. Precious Memories
10. FREEDOM
11. MUSIC TAKES ME HIGHER
12. LIGHTS OUT